# Esquerdinha (calciatore 2006)
Esquerdinha, pseudonimo di João Henrique Mendes da Silva (28 febbraio 2006), è un calciatore brasiliano, difensore del QPR.

## Caratteristiche tecniche
È un terzino sinistro.

## Carriera

### Club
Esquerdinha è cresciuto nel settore giovanile del Fluminense, con cui ha firmato il suo primo contratto professionistico nel marzo del 2022. Ha debutatto in prima squadra il 26 maggio 2023 nell'incontro di Coppa Libertadores perso 1-0 contro il The Strongest.

### Nazionale
Ha giocato nella nazionale brasiliana Under-17.

## Statistiche

### Presenze e reti nei club
Statistiche aggiornate al 3 febbraio 2025.
| Stagione          | Squadra           | Campionato        | Campionato | Campionato | Coppe nazionali | Coppe nazionali | Coppe nazionali | Coppe continentali | Coppe continentali | Coppe continentali | Altre coppe | Altre coppe | Altre coppe | Totale | Totale | Totale |
| Stagione          | Squadra           | Comp              | Pres       | Reti       | Comp            | Pres            | Reti            | Comp               | Pres               | Reti               | Comp        | Pres        | Reti        | Pres   | Reti   |        |
| ----------------- | ----------------- | ----------------- | ---------- | ---------- | --------------- | --------------- | --------------- | ------------------ | ------------------ | ------------------ | ----------- | ----------- | ----------- | ------ | ------ | ------ |
| 2023              | Fluminense        | A/RJ+A            | 0          | 0          | CB              | 0               | 0               | CL                 | 1                  | 0                  | -           | -           | -           | 1      | 0      |        |
| 2024              | Fluminense        | A/RJ+A            | 0+5        | 0          | CB              | 1               | 0               | CL                 | 2                  | 0                  | -           | -           | -           | 8      | 0      |        |
| gen. 2025         | Fluminense        | A/RJ+A            | 3+0        | 0          | CB              | -               | -               | CS                 | -                  | -                  | -           | -           | -           | 3      | 0      |        |
| Totale Fluminense | Totale Fluminense | Totale Fluminense | 3+5        | 0          |                 | 1               | 0               |                    | 3                  | 0                  |             | -           | -           | 12     | 0      |        |
| feb.-giu. 2025    | QPR               | FLC               | -          | -          | FACup+CdL       | -               | -               | -                  | -                  | -                  | -           | -           | -           | -      | -      |        |
| Totale carriera   | Totale carriera   | Totale carriera   | 8          | 0          |                 | 1               | 0               |                    | 3                  | 0                  |             | -           | -           | 12     | 0      |        |

## Palmarès

### Club

#### Competizioni internazionali
- Recopa Sudamericana: 1

Fluminense: 2024